# Клоет, Том
Том Клоет (фр. Tom Cloet; родился 13 июня 1975 года в Кортрейке, Бельгия) — бельгийский автогонщик и бизнесмен.

## Карьера
В середине 2000-х годов Том Клоет участвовал в гонках на выносливость, таких как «24 часа Ле-Мана», «24 часа Дейтоны» и «24 часа Спа».
В 2019 году, после нескольких лет отсутствия, Том Клоет вернулся за руль. Таким образом, он участвовал в таких чемпионатах, как Кубок Heritage Touring Cup, Sixties' Endurance и фестиваль Formula Ford.
В 2020 году Том Клоет принял участие в чемпионатах, организованных ACO. Он принял участие в Кубке Ле-Ман Мишлен, сначала с бельгийской командой Mühlner Motorsport в трёх заездах чемпионата и в одном заезде с польской командой Team Virage. Таким образом, он набрал 12,5 очка и занял 19-е место в этом чемпионате. У него также была возможность участвовать в ELMS для британской команды BHK Motorsport в двух последних заездах чемпионата.

## Гонки на выносливость
| Год  | Позиция    | Команда               | Машина              | Класс |
| ---- | ---------- | --------------------- | ------------------- | ----- |
| 2006 | Сход       | Noël del Bello Racing | Porsche 911 GT3 RSR | GT2   |
| 2007 | 28-е место | The Racer's Group     | Porsche 997 GT3 Cup | GT    |